# آشولوک
آشولوک (به لاتین: Ashuluk) یک منطقهٔ مسکونی در روسیه است که در استان آستراخان واقع شده‌است.